# Myrmica sabuleti
Myrmica sabuleti là một loài kiến. Đây là loài bản địa châu Âu và phần lớn các thuộc địa của chúng là đa gene. Ấu trùng loài bướm xanh lớn sống ký sinh trên loài kiến này do chúng nở trên hoa mới nhú cây húng tây và kiến bị lừa nhầm lẫn là ấu trùng của mình và tha về tổ và con ấu trùng bướm ăn thịt ấu trùng kiến trong 10 tháng trước khi lột xác thành bướm.